# Fanellia medialis
Fanellia medialis is een zachte koraalsoort uit de familie Primnoidae. De koraalsoort komt uit het geslacht Fanellia. Fanellia medialis werd in 1989 voor het eerst wetenschappelijk beschreven door Bayer & Stefani. 